# لويتس
لويتس (بالألمانية: Loitz) هي بلدة ألمانية تقع في ألمانيا في مكلنبورغ فوربومرن. يقدر عدد سكانها بـ 4,524 نسمة .